# طبقده
طبقده از شهرهای استان مازندران در شمال ایران است. طبقده که مرکز بخش گهرباران واقع در شهرستان میاندورود است در سال ۱۳۹۹ با درخواست استانداری مازندران و با موافقت وزارت کشور به شهر تبدیل شد.

## مردم
مردم این شهر از قومیت طبری هستند و به زبان طبری با لهجه ساروی سخن می‌گویند.
بر اساس سرشماری سال ۱۳۹۵ جمعیت این شهر برابر با ۲۰۲۳ نفر بوده‌است.